# Săsciori
Săsciori là một xã thuộc hạt Alba, România. Dân số thời điểm năm 2002 là 5959 người.